# راسبورة شائعة
راسبورة شائعة (الاسم العلمي:Rasbora vulgaris) هي نوع من الأسماك تتبع جنس الراسبورة من فصيلة الشبوطيات.